# Тараскін Вячеслав Олександрович
Вячесла́в Олекса́ндрович Тара́скін — солдат Збройних Сил України, учасник російсько-української війни, що загинув у ході російського вторгнення в Україну в 2022 році.

## Життєпис
Вячеслав Тараскін народився 23 лютого 1980 року в селищі Вишневе (з 2020 року — Шрамківської сільської територіальної громади) Золотоніського району Черкаської області. У 2015 році призваний на військову службу до АТО, де прослужив півтора року, нагороджений відзнаками та медалями. Через деякий час, у 2018 році, Вячеслав Тараскін знов уклав контракт із ЗСУ та служив до 2021 року. З початком повномасштабного російського вторгнення в Україну був призваний на військову службу по мобілізації в складі 93-тьої механізованій бригаді «Холодний Яр». Вячеслав Тараскін загинув 16 квітня 2022 року на Харківщині. Чин прощання із загиблим відбувся 29 квітня 2022 року в рідному селищі Шрамківської громади.

## Родина
У загиблого залишилися мати та сестра.

## Нагороди
- Орден «За мужність» III ступеня (2022, посмертно) — за особисту мужність і самовіддані дії, виявлені у захисті державного суверенітету та територіальної цілісності України, вірність військовій присязі[2].